# Javier (Leyte)
Pour les articles homonymes, voir Javier.
Javier est une municipalité de la province de Leyte, aux Philippines.